# Черезоле-Альба
Черезоле-Альба (італ. Ceresole Alba, п'єм. Ceresòle) — муніципалітет в Італії, у регіоні П'ємонт,  провінція Кунео.
Черезоле-Альба розташоване на відстані близько 500 км на північний захід від Рима, 31 км на південь від Турина, 55 км на північний схід від Кунео.
Населення — 2115 осіб (2014).
Щорічний фестиваль відбувається у понеділок після першої неділі вересня. Покровитель — святий Іван Хреститель.

## Демографія
Населення за роками:

Станом на 1 січня 2023 року в муніципалітеті офіційно проживало 125 іноземців з 24 країн, серед них 58 громадян країн Євросоюзу та 4 громадяни України.

## Сусідні муніципалітети
- Бальдіссеро-д'Альба
- Карманьйола
- Монтальдо-Роеро
- Монтеу-Роеро
- Поїрино
- Пралормо
- Соммарива-дель-Боско